# Aargrat

Der Aargrat links im Bild

Der Aargrat ist die Gipfelzone einer Bergkette in den Schweizer Alpen zwischen den Flussgebieten der Aare und somit des Rheins auf der Nordseite und der Rhone im Süden und bildet einen Abschnitt der Europäischen Hauptwasserscheide. Die westliche Hälfte des Kammes liegt am Rand des Gebiets Schweizer Alpen Jungfrau-Aletsch des UNESCO-Weltnaturerbes.

## Geographie
Der Aargrat, den der Berner Geologe Edmund von Fellenberg zu den Gomseralpen zählte, liegt in den Berner Alpen zwischen den Kantonen Bern und Wallis. Er erstreckt sich in westsüdwestlicher Richtung von der Landschaft am Grimselpass aus über eine Länge von etwa 13 Kilometern bis zum Oberaarrothorn (3477 m ü. M.). Die höchsten einzelnen Spitzen im Verlauf der Bergkette sind, von Ost nach West betrachtet, das Sidelhorn (2764 m ü. M.), das Gross Sidelhorn (2878 m ü. M.), der Uelistock (oder Ulricherhorn, 2890 m ü. M.), der Geschinerstock (2855 m ü. M.) und das Löffelhorn (3096 m ü. M.). Dazwischen verbinden mehrere kurze Gratabschnitte diese Berge, zum Beispiel der Telleregrat und die Gruppen der Blatthörner und der Rossehörner. Über einige hohe Bergsättel und Scharten führen teils schwierige Übergänge, etwa über die Triebteseelicke südöstlich des Triebtenseeli, das Rossenjoch und den Trützipass.
Auf der Nordseite des Grenzkammes liegen im Gemeindegebiet von Guttannen das Oberaartal, das vom Oberaarbach entwässert wird und den Oberaargletscher und den Oberaarsee enthält, und der östliche Abschnitt des Unteraartales mit dem Grimselsee. Für den Bau der Staumauer des Oberaarsees wurde um 1950 vom Bahnhof Oberwald der Furka-Oberalp-Bahn aus über den Aargrat eine Werkseilbahn für den Zementtransport gebaut, von der noch einige Überreste im Hochgebirge zu sehen sind.
Die steile Südflanke des Aargrats gehört zu den Walliser Gemeinden Obergoms und Goms. Unterhalb der Gipfelpartien liegen verstreut in hoch gelegenen Karmulden rund ein Dutzend kleine Bergseen, von denen der Jostsee, der Rundsee und der Trützisee die grössten sind. Im Südosten des Oberaarrothorns bedeckt der Minstigergletscher eine Fläche von mehreren Quadratkilometern.
Das Gebiet des Aarmassivs besteht aus kristallinem Grundgestein, das am Aargrat als Granit und Gneis erscheint und reich an Mineralienfundstellen ist. Neben Bergkristall ist am Aargrat unter anderem das Mineral Skolezit gefunden worden.
Die Gestalt der zerklüfteten Bergreihe mit zackigen Formen und vielen steilen Felswänden entstand während der Eiszeitalter, als die Oberkante der Talgletscher auf beiden Seiten knapp unter der Gipfelregion lag. Die Eisströme formten und rundeten die darunter liegenden Berghänge, während die Bergspitzen die Eiskappe des Grimselgebiets überragten und in der Art von Nunataker eisfrei blieben.